# Gornje Crkvice
Gornje Crkvice (en serbe cyrillique: Горње Црквице) est un village de l'ouest du Monténégro, dans la municipalité de Nikšić.

## Démographie

### Évolution historique de la population
| 1948 | 1953 | 1961 | 1971 | 1981 | 1991 | 2003 |
| ---- | ---- | ---- | ---- | ---- | ---- | ---- |
| 232  | 248  | 262  | 233  | 180  | 109  | 84   |